# Jouillat
Jouillat – miejscowość i gmina we Francji, w regionie Nowa Akwitania, w departamencie Creuse.
Według danych na rok 1990 gminę zamieszkiwało 361 osób, a gęstość zaludnienia wynosiła 16 osób/km² (wśród 747 gmin Limousin Jouillat plasuje się na 317. miejscu pod względem liczby ludności, natomiast pod względem powierzchni na miejscu 290.).

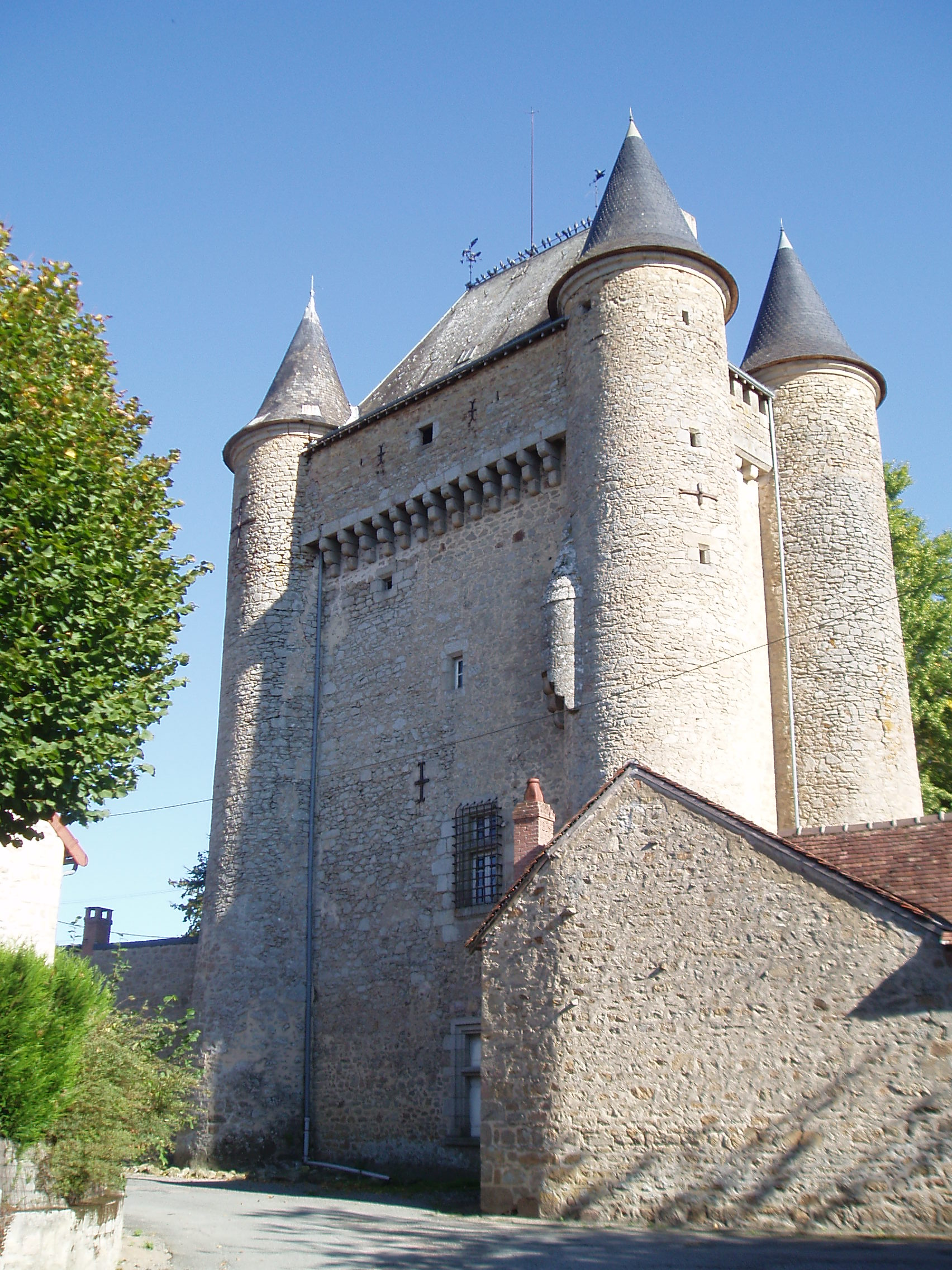
Zamek w Jouillat (2011)
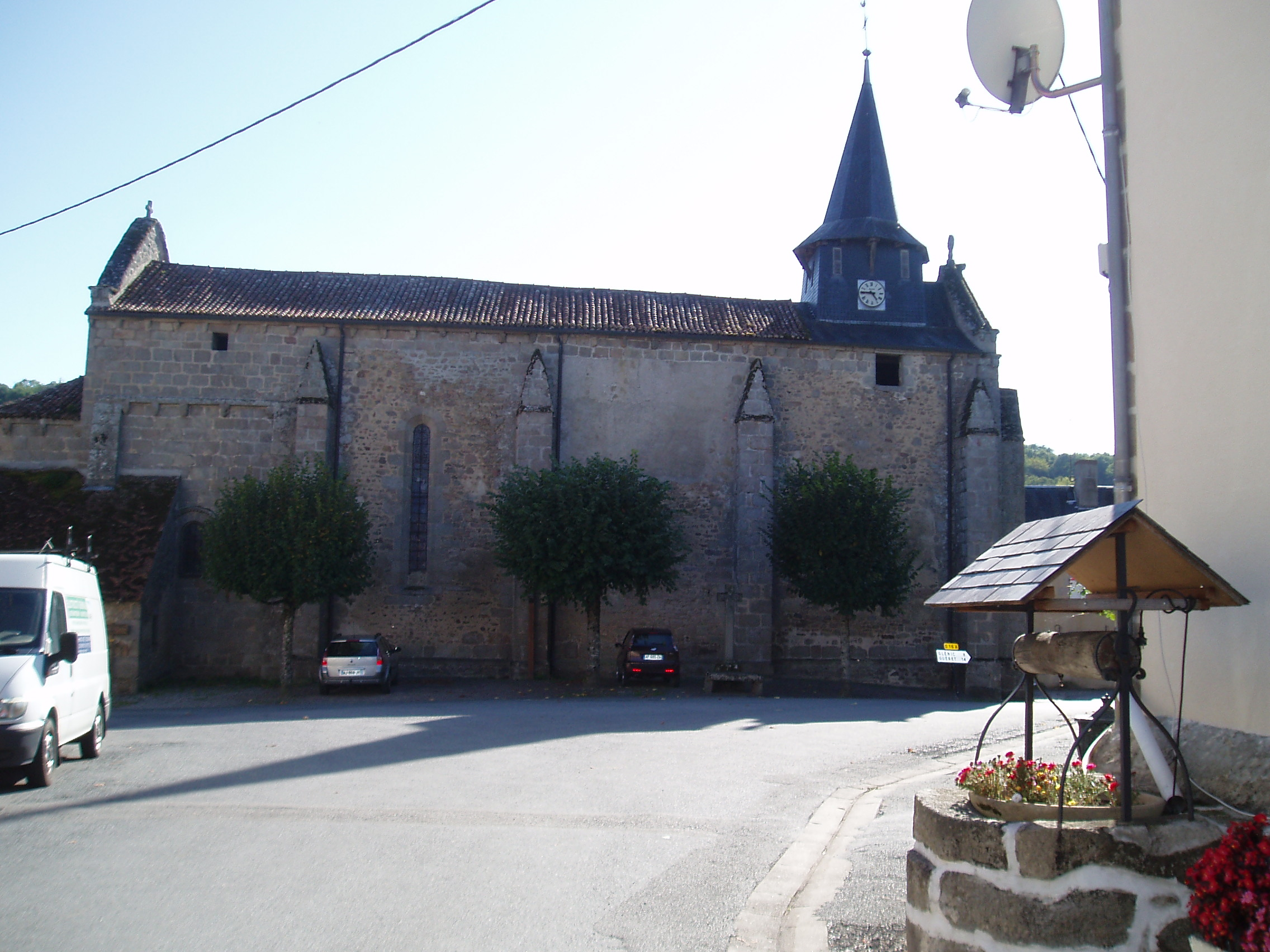
Kościół św. Marcjalisa (2011)

## Populacja

Populacja Jouillat w latach 1962–2008